# Farmall Regular
Farmall Regular або просто Farmall — американський сільськогосподарський універсально-просапний трактор компанії «International Harvester», який випускався з 1924 по 1932 рік. Це перша модель тракторів лінійки «Farmall» та перший серійний трактор компанії «International Harvester». Трактро став популярним у дрібних та середніх фермерських господарствах США. За увесь час було виговлено понад 134 тис. одиниць моделі «Farmall Regular».

## Історія
У 1910-х роках компанія «International Harvester» була лідером на ринку тракторів, маючи у своїй лінійці такі моделі як «Titan 10-20», «International 8-16» та «McCormick 15-30». Проте у 1918 році компанія «Форд» випустила модельний ряд «Fordson», який протягом п'яти років зайняв 76 % ринку тракторів США.
1919 року компанія «International Harvester» розпочала працювати над новою моделлю і вже у 1921 році з'явився перший прототип. Після цього було внесено кілька удосконалень в базову конструкцію «Farmall Regular», було знижено вагу та збільшено міцність конструкції. До 1923 року було побудовано перші 100 одиниць «Farmall Regular» для польових випробувань. Відгуки були настільки схвальними, що керівництвом компанії «International Harvester» було прийнято рішення про серійне виробництво. Для цього «International Harvester» придбала у 1924 році завод «Moline Plow Work» (перейменований у «Farmall Works») в Рок-Айленді, штат Іллінойс.

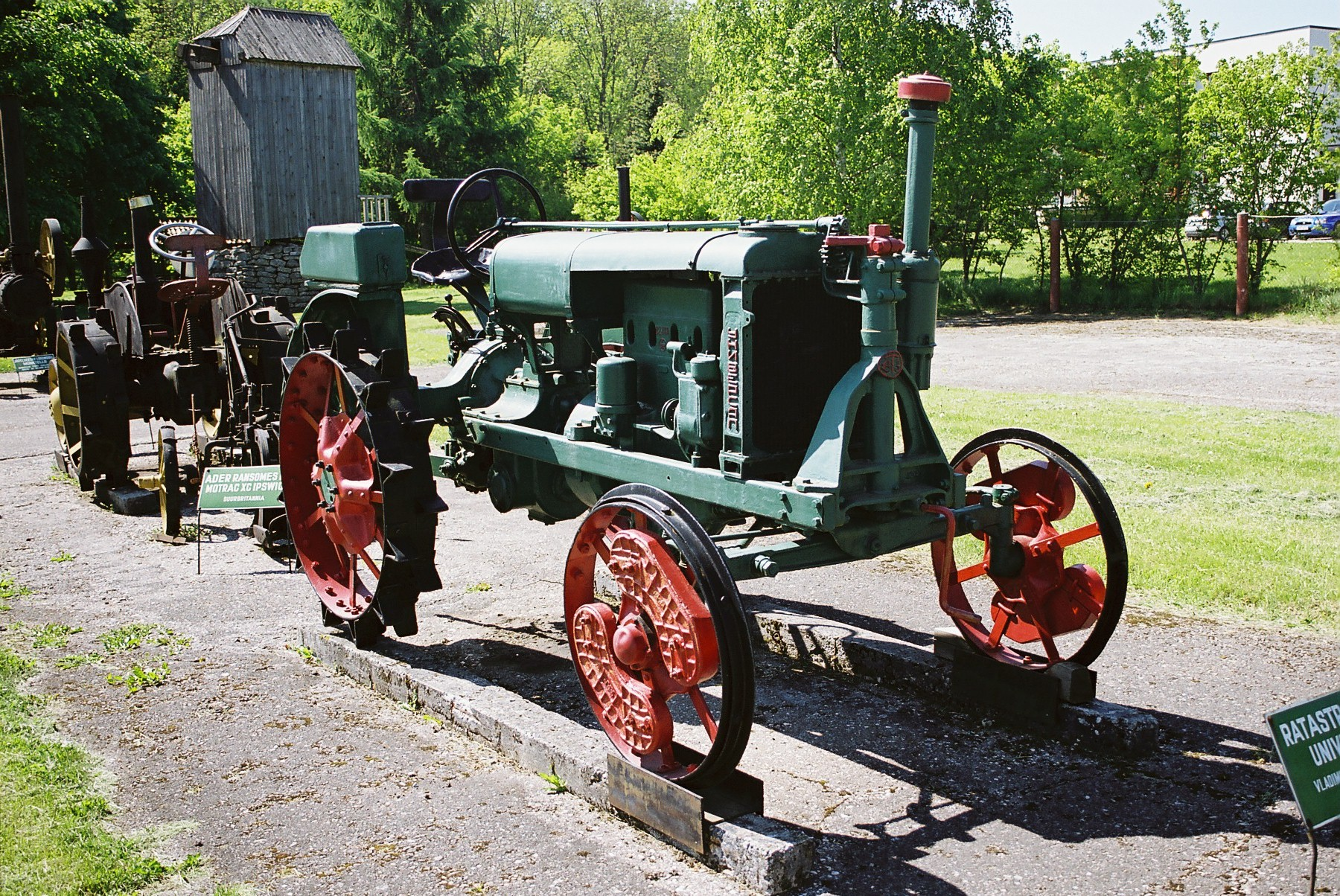
Радянський трактор «Універсал»

Виробництво моделі «Farmall Regular» розпочалося у вересні 1924 року на заводі «Tractor Works», Чикаго, штат Іллінойс. У 1926 році почалось серійне вироництво на заводі «Farmall Works» у Рок-Айленді, штат Іллінойс. Вже у 1926 році було випущено 4430 одиниць, в 1927 року було виготовлено понад 9500 одиниць, а в 1930 році вже було випущено понад 42 000 одиниць «Farmall Regular». 
Спочатку «Farmall Regular» випускався зі сталевими колесами. На початку 1930-х років почали встановлювати гумові шини на «Farmall Regular», а з 1933 року вже всі трактори марки «Farmall» виготовлялися з гумовими шинами на заводі «Farmall Works» у Рок-Айленді, штат Іллінойс.
На початку 30-х років СРСР купив документацію «Farmall Regular» у компанії «International Harvester», так ця модель стала прототипом перших радянських тракторів «Універсал».
У 1932 році компанія «International Harvester» модернізувала «Farmall Regular», було встановлено більш потужний двигун, і випустила під назвою «Farmall-20».

## Світлини

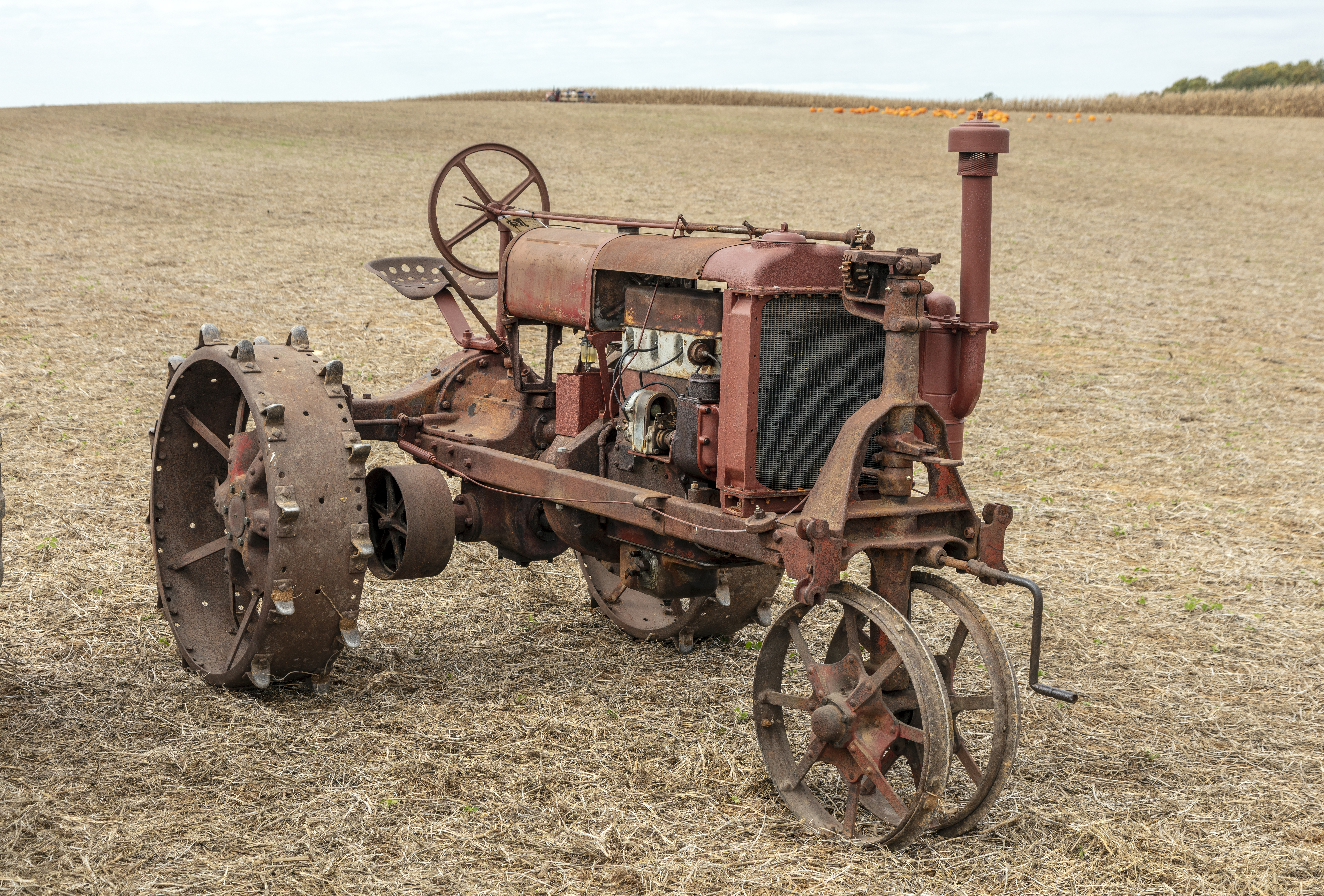
Трактор «Farmall Regular»
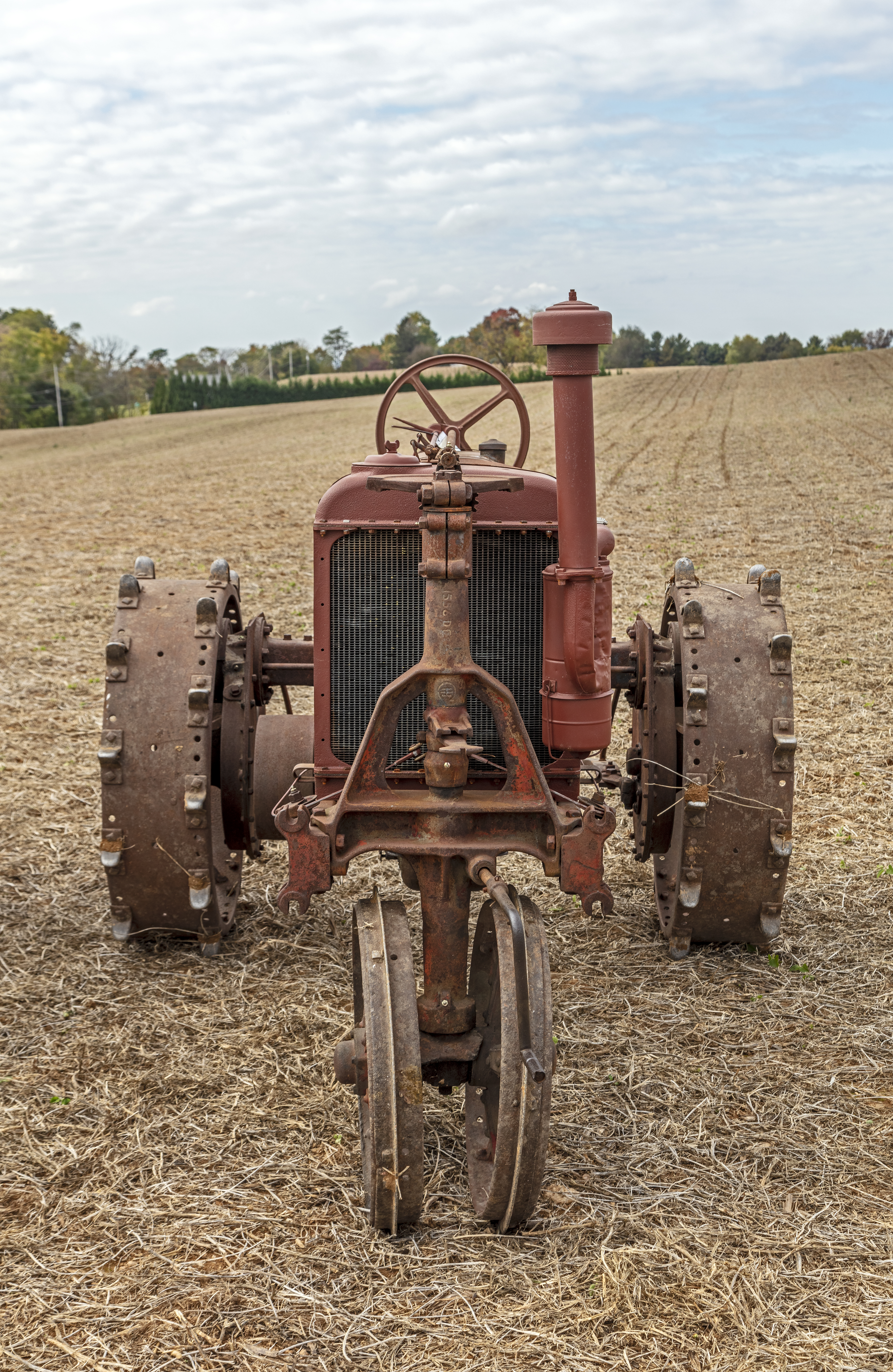
1927
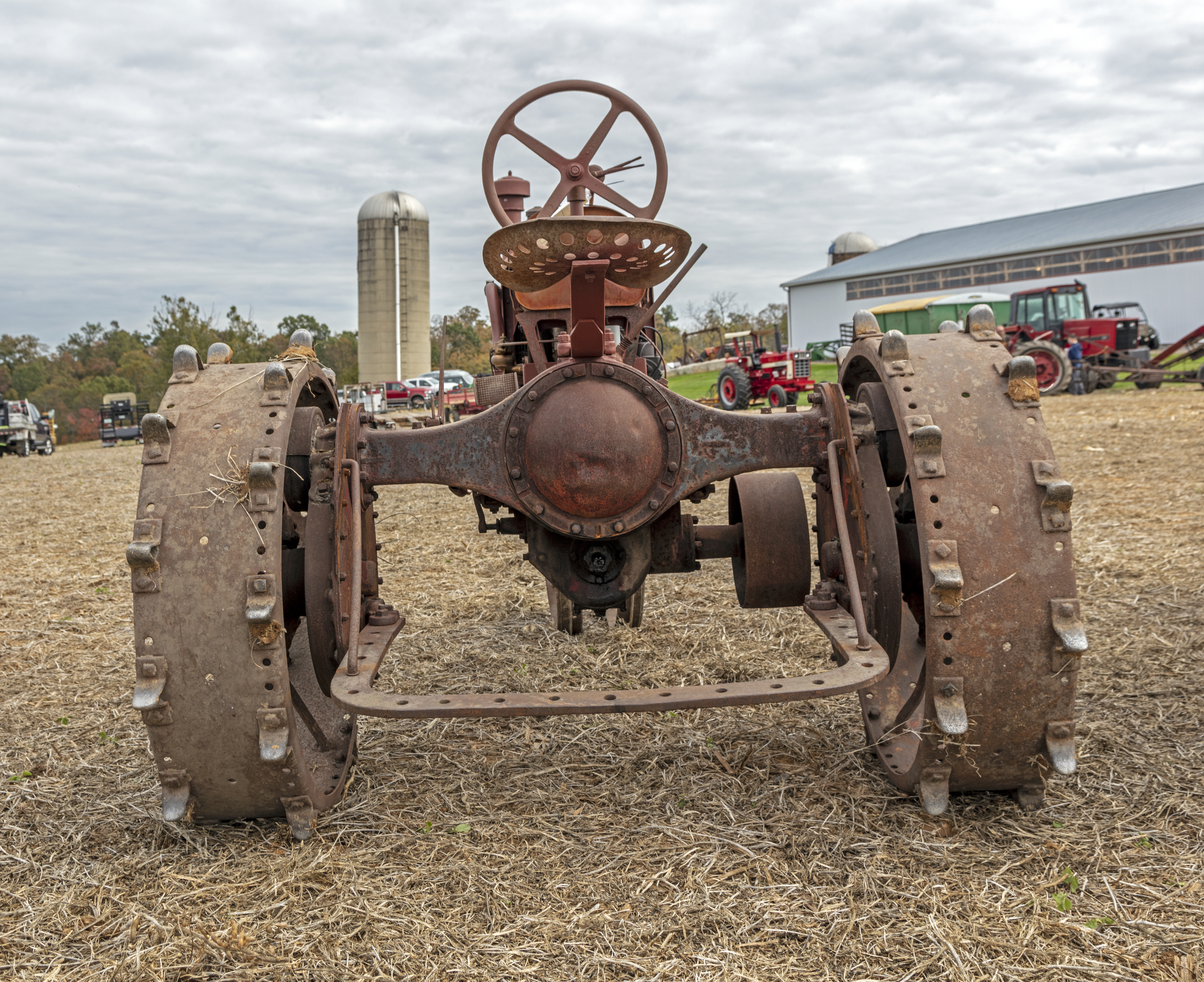
року випуску
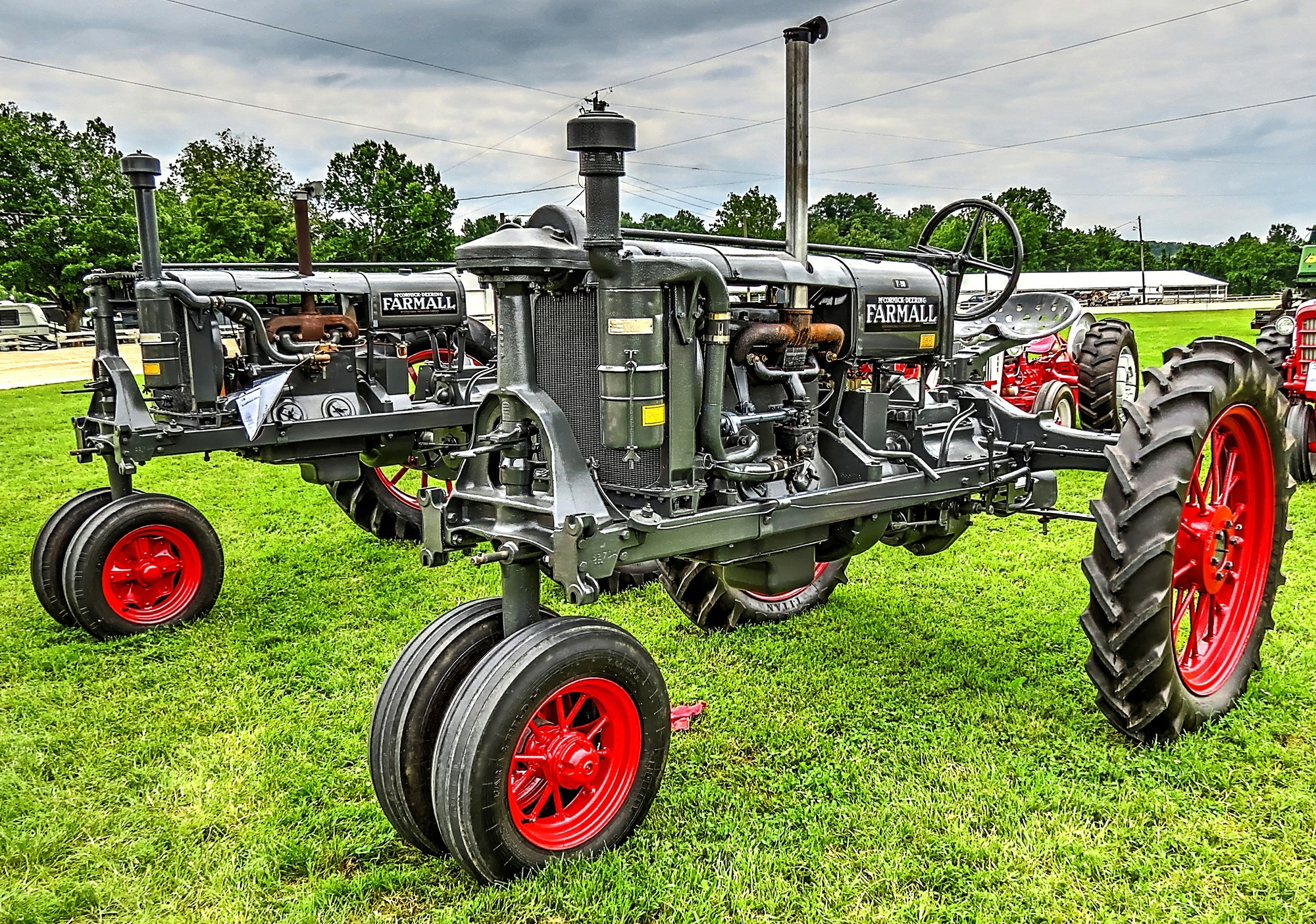
Трактори «Farmall Regular» 1930 року
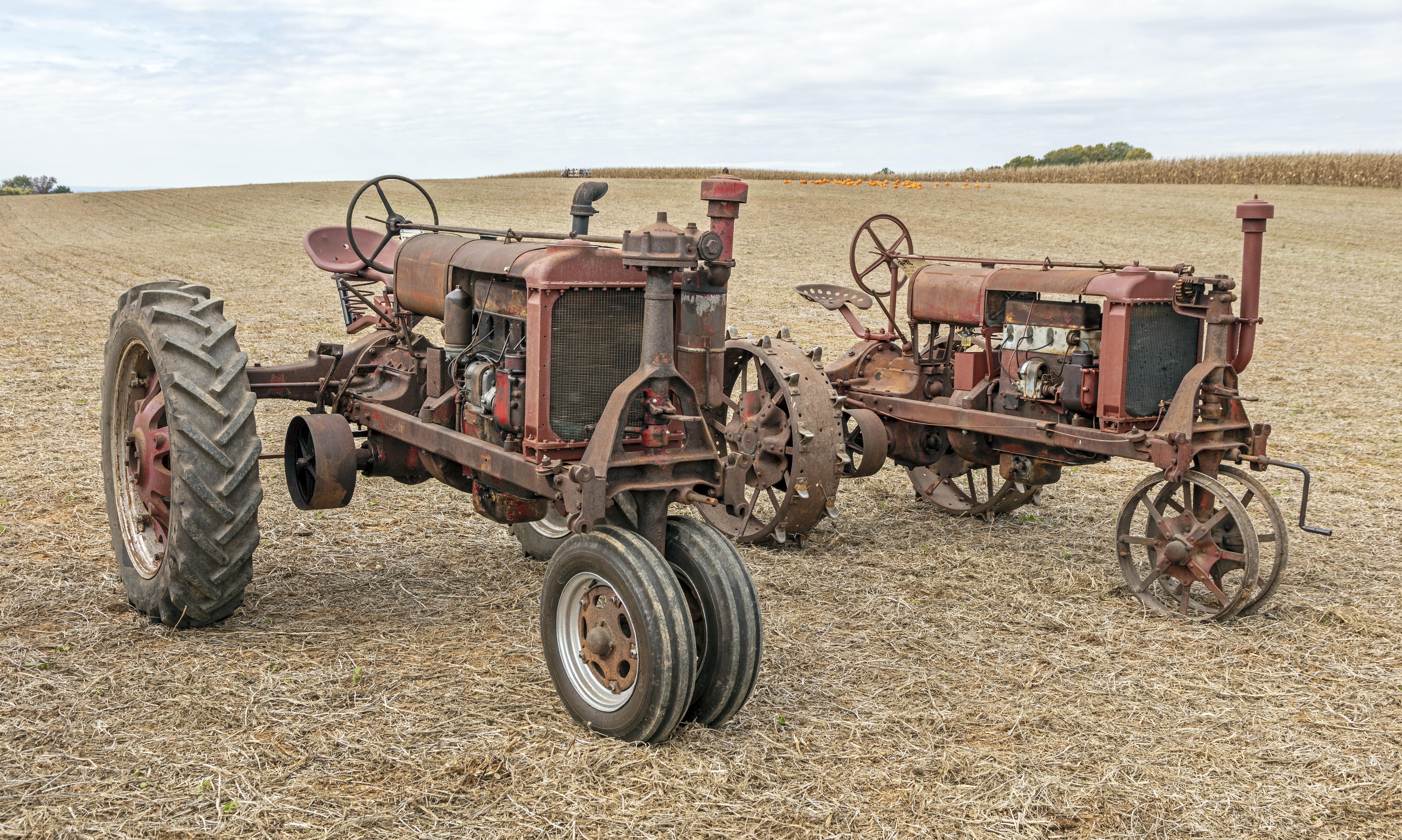
Трактори «Farmall Regular» 1930 року (з гумовими шинами) та 1927 року (із залізними колесами)